# Жаб'є (гміна)
Ґміна Жабє — адміністративна субодиниця Косівського повіту Станіславського воєводства. Утворена 1 серпня 1934 року згідно з розпорядженням Міністерства внутрішніх справ РП від 21 липня 1934 за підписом міністра Мар'яна Зиндрама-Косьцялковського під час адміністративної реформи. Село Жаб’є стало центром сільської ґміни Жабє. Ґміна утворена з попередніх самоврядних сільських гмін Дземброня і Жабє.
У 1934 р. територія ґміни становила 596,11 км². Населення ґміни станом на 1931 рік становило 9 436 осіб. Налічувалось 2 346 житлових будинків.
Ґміна ліквідована в 1940 р. у зв’язку з утворенням Жаб’ївського району.